# Gérard Roger
Gérard Roger ist ein französischer Physiker.

## Werk
Roger wies 1982 zusammen mit Alain Aspect und Jean Dalibard in einen experimentellen Test des EPR-Effektes erstmals nach, dass die Bellschen Ungleichungen verletzt werden.

## Bibliographie
- Experimental Realization of Einstein-Podolsky-Rosen-Bohm Gedankenexperiment: A New Violation of Bell's Inequalities, A. Aspect, P. Grangier, and G. Roger, Physical Review Letters, Band 49, Iss. 2, S. 91–94 (1982) doi:10.1103/PhysRevLett.49.91
- Experimental Test of Bell's Inequalities Using Time-Varying Analyzers, A. Aspect, J. Dalibard and G. Roger, Physical Review Letters, Band 49, Iss. 25, S. 1804–1807 (1982) doi:10.1103/PhysRevLett.49.1804

| Personendaten    | Personendaten          |
| ---------------- | ---------------------- |
| NAME             | Roger, Gérard          |
| KURZBESCHREIBUNG | französischer Physiker |
| GEBURTSDATUM     | 20. Jahrhundert        |